# Wapen van Franeker

Het wapen van de stad Franeker.

Het wapen van Franeker  is sinds 1984 officieel niet meer in gebruik, in dat jaar is de gemeente Franeker opgegaan in de gemeente Franekeradeel, wel is de klok opgenomen in het nieuwe gemeentewapen. Ook de schildhouder, de godin Ceres doet dienst als schildhouder in dat nieuwe gemeentelijke wapen. Zij wordt aldaar vergezeld van Minerva. 
De klok in het wapen van Franeker staat voor de macht die de stad had buiten haar poorten. Bij het luiden van een speciale klok diende iedereen die zich  buiten de poorten bevond naar binnen te komen. Het oudste stadszegel met daarop een klok stamt uit 1496, het tweede en tevens jongste zegel uit 1550. Het oudste bekende stadszegel van Franeker vertoont geen klok, maar een keizer zittende op een troon, hij heeft zijn rechterhand opgeheven. Rechts van de keizer nog twee personen met opgeheven handen. 

## Blazoenering
Van Franeker is een blazoenering bekend, deze is van 25 maart 1818 en luidt als volgt: "Van lazuur beladen met een gouden klok. Het schild gedekt met een kroon en vastgehouden door 2 vrouwbeelden verbeeldende de godin Ceres, alles van goud." 
Hieruit kan opgemaakt worden dat het schild blauw van kleur is met daarop een gouden klok. Het schild wordt gedekt met een kroon met drie bladeren en twee parels. De twee schildhouders verbeelden beide de godin Ceres en zijn ook van goud. 

## Verwante wapens

Het wapen van Franekeradeel
Het wapen van Zuiderpolder bij Franeker